# Sedalia (Misuri)
Sedalia es una ciudad ubicada en el condado de Pettis en el estado estadounidense de Misuri. En el Censo de 2010 tenía una población de 21.387 habitantes y una densidad poblacional de 620,31 personas por km².

## Geografía
Sedalia se encuentra ubicada en las coordenadas 38°42′14″N 93°14′5″O / 38.70389, -93.23472. Según la Oficina del Censo de los Estados Unidos, Sedalia tiene una superficie total de 34.48 km², de la cual 34.41 km² corresponden a tierra firme y (0.2%) 0.07 km² es agua.

## Demografía
Según el censo de 2010, había 21387 personas residiendo en Sedalia. La densidad de población era de 620,31 hab./km². De los 21387 habitantes, Sedalia estaba compuesto por el 85.31% blancos, el 5.16% eran afroamericanos, el 0.54% eran amerindios, el 0.68% eran asiáticos, el 0.1% eran isleños del Pacífico, el 5.19% eran de otras razas y el 3.01% pertenecían a dos o más razas. Del total de la población el 9.03% eran hispanos o latinos de cualquier raza.

## Hijos ilustres
En Sedalia nacieron personalidades como:
- Charles G. Finney, escritor.
- Kim Anderson, jugador y entrenador de baloncesto.
- Walter Dandy, neurocirujano. Uno de los padres de la Neurocirugia.